# جيراردو هوبر
جيراردو هوبر (بالإسبانية: Gerardo Huber)‏ هو ضابط تشيلي، ولد في 1945، وتوفي في 29 يناير 1992 في Cajón del Maipo ‏ في تشيلي.